# BASF Records
BASF Records oder BASF Musikproduktion war ein deutsches Schallplattenlabel, das von 1971 bis 1976 (und kurzfristig als CD-Label in den 1980er Jahren) aktiv war.

## Geschichte
Das Plattenlabel BASF Records war ein Subunternehmen des Chemiekonzerns BASF, hatte seinen Geschäftssitz zunächst in Hamburg und zuletzt in Mannheim. 1970 war zunächst die Übernahme des Vertriebs von MPS erfolgt (der Jazz-Schallplattenfirma von Hans Georg Brunner-Schwer, einem der beiden SABA-Erben), doch es fehlte zunächst die geeignete Logistik zum Vertrieb fertiger Tonträger im Gegensatz zum etablierten Geschäft der BASF mit unbespieltem Tonbandmaterial sowohl für den professionellen Bedarf (Rundfunk und Tonstudios praktisch seit der Erfindung des AEG-Magnetophons 1935) als auch an Privatkunden. Die Markteinführung der BASF-Schallplatten und Musikcassetten erfolgte daher erst am 1. März 1971.
Neben dem Geschäft mit Schallplatten erhoffte man sich, dass bespielte Musicassetten in Bälde einen Anteil von etwa 50 % des Musikmarktes erreichen könnten und „sich das Verkaufsverhältnis der unbespielten zu den bespielten Cassetten [...] zugunsten der bespielten Cassetten verschiebt“.
Neben Klassik-Produktionen (etwa von Friedrich Gulda, Ingeborg Hallstein, Josef Herrmann, Rudolf Kempe, Hermann Prey oder Robert Stolz), die auf dem Sublabel Harmonia mundi veröffentlicht wurden, erschienen auf dem BASF-Label auch zahlreiche Aufnahmen aus dem Bereich des Jazz, u. a. von Monty Alexander, Association P.C., Francy Boland, Leo Cuypers, George Duke, Embryo, Ella Fitzgerald, Giorgio Gaslini, Dexter Gordon, Earl Hines, Freddie Hubbard, Horst Jankowski, Volker Kriegel, Joachim Kühn, Theo Loevendie, Tete Montoliu, Turk Murphy, Oscar Peterson, Jean-Luc Ponty, Baden Powell, George Russell, George Shearing, Archie Shepp, The Singers Unlimited, Klaus Weiss und Leo Wright, meist Produktionen des MPS-Labels.
Außerdem veröffentlichte man bei BASF auch Pop- und Schlager-Produktionen, u. a. von Dieter Thomas Heck („Jeder hat einmal eine Chance“, „Wirf noch ein Stück Holz ins Feuer“), Freddy Breck („Bianca“, „Rote Rosen“), Cindy & Bert („Zwei Gitarren in der Sternennacht“, „Immer wieder sonntags“), Enry & Marna, Manfred Fink, France Gall, Bata Illic, Renate Kern, Knut Kiesewetter, Siw Malmkvist, Manuela, Peter Rubin, ferner Humoristisches (u. a. der Münchner Lach- und Schießgesellschaft (Der Abfall Bayerns), von Jürgen von Manger, Horst Muys oder Kurt Nachmann), Rockmusik von Gila, Don Sugarcane Harris (Fiddler on the Rock), Jigsaw, Karthago, Britpop mit Kulka and Cantlay, „Go to Morocco“, Udo Lindenberg („I’ll Make You Love Me“), Stud, Jon Symon oder Taste, Mundartliches etwa von Trude Herr („Mama, ich bin e so bang“), Hans Peter Treichler („Ich glaub, sie hät Renate gheisse“) oder den Bläck Fööss („Loss d’r Kopp nit hänge“), Countrymusik von The Tumbleweeds und Gary Meister sowie Unterhaltungs-, Marsch- und Volksmusik der Geschwister Leismann, des Medium-Terzetts, Peter Moesser, (Welthits in Quadro), Werner Twardy oder der Westfälischen Nachtigallen („Das kann doch einen Seemann nicht erschüttern“).
Anfang der 1970er-Jahre finanzierte BASF das Krautrock-Label Pilz und übernahm den Vertrieb. 1972 begann BASF, die Aufnahmen auch auf dem amerikanischen Markt anzubieten. Sitz des Unternehmens BASF System, Division of BASF-Wyandotte Corporation war in Bedford (Massachusetts). Mit Veröffentlichungen von Pop-, Rock-, R&B- und Country-Musikern wie Gary Meister, Irma Thomas, Malcolm Roberts und der britischen Band Candlewick Green wollte man zu einem Major-Label expandieren; so wurde etwa für die Promotion der neuen LP von George Duke der damals außergewöhnlich hohe Etat von $35.000 ausgegeben.
Auf LPs der BASF erschienen in den 1970er Jahren auch historische Rundfunkaufnahmen der Reichs-Rundfunk-Gesellschaft aus den späten 1930er und frühen 1940er Jahren, wie die eines Duetts aus Tristan und Isolde der Sopranistin Paula Buchner mit Margarete Klose oder des Schlussterzetts aus dem Rosenkavalier mit Tiana Lemnitz und Maria Cebotari.
Geschäftsführer war Werner Bolz, dem Franz Leibenfrost folgte. Hanno Pfisterer war Anfang der 1970er-Jahre Geschäftsführer des internationalen Bereichs der BASF Musikproduktion. 1976 endeten die Geschäftsaktivitäten des Labels, nachdem die BASF nach fünf Jahren verlustreicher Schallplattenproduktion lediglich „zwei Prozent des deutschen Tonträger-Marktes erobert, auf dem 1975 im Handels-, Club- und Mail-Order-Geschäft Schallplatten und MusiCassetten im Wert von 1,5 Milliarden Mark verkauft worden sind,“ und nachdem das Chemie-Unternehmen mit dem Label insgesamt 30 bis 40 Millionen Mark Verlust gemacht hatte. In den 1980er-Jahren erfolgte eine kurze Wiederbelebung von BASF Records, als man Archiv-Material aus der Zeit vor 1950 auf Compact Disc auflegte. Die letzte Schallplattenproduktion, mit der sich die BASF aus dem Musik-Geschäft verabschiedete, war die Tannhäuser-Musikparodie von Johann Nestroy und Carl Binder.